# MTV Video Music Award за лучшее хип-хоп-видео
Премия MTV Video Music Award за лучшее хип-хоп видео — номинация, вручающаяся с Церемонии 1999 года.

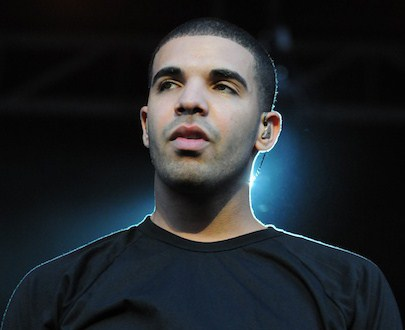
Победитель MTV VMA 2012 — Drake за видео «HYFR» с Лилом Уэйном.

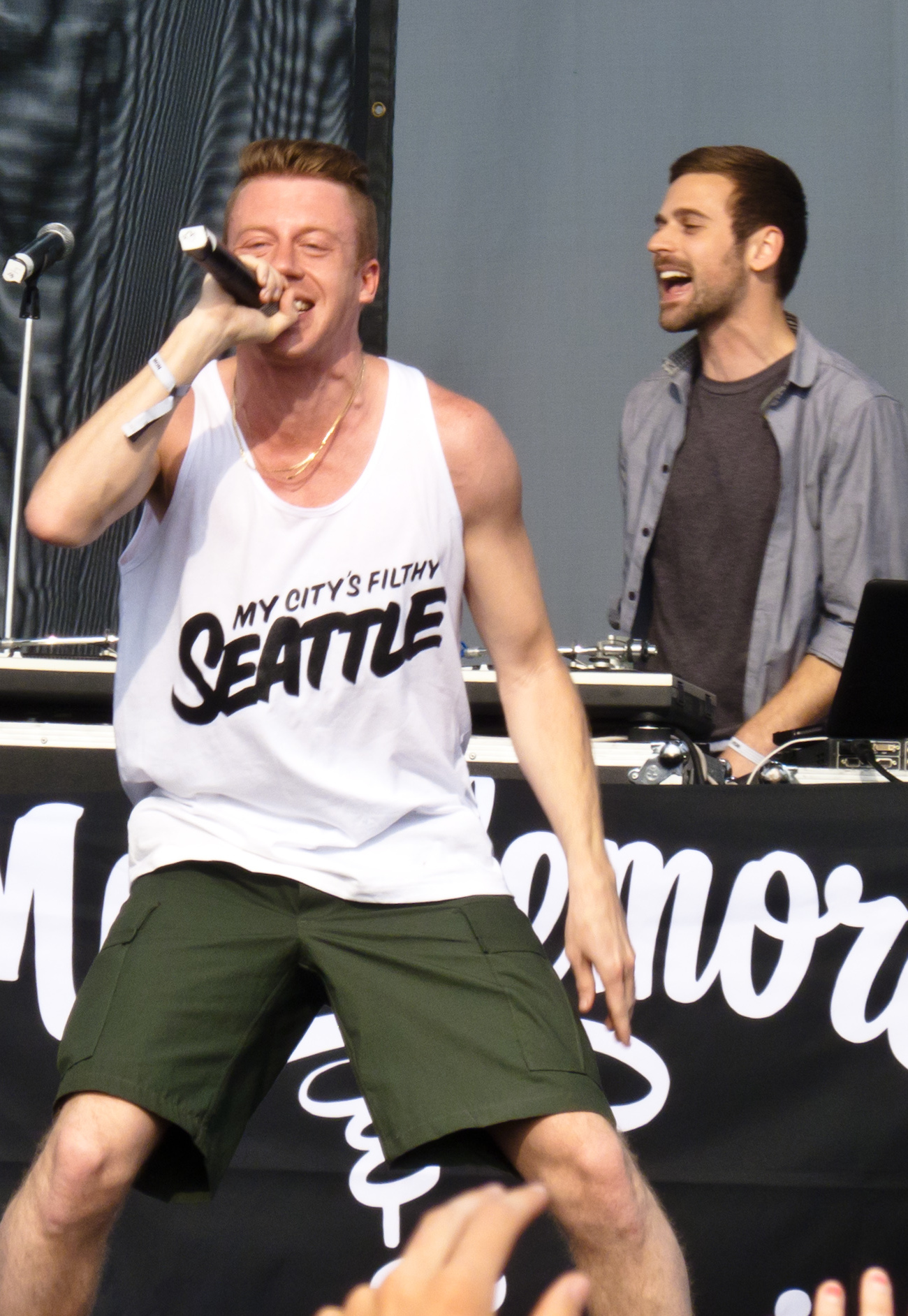
Победители MTV VMA 2013 — Macklemore и Райан Льюис за видео на песню «Can’t Hold Us» с Рэем Далтоном.

| Год  | Победитель                                                           | Номинанты |
| ---- | -------------------------------------------------------------------- | --- |
| 1999 | Beastie Boys — «Intergalactic»                                       | - TLC — «No Scrubs» |
| 2000 | Sisqó — «Thong Song»                                                 | - Q-Tip — «Vivrant Thing» |
| 2001 | OutKast — «Ms. Jackson»                                              | - Ив (при участии Гвен Стефани) — «Let Me Blow Ya Mind» |
| 2002 | Дженнифер Лопес (при участии Ja Rule) — «I’m Real (Remix)»           | - OutKast (при участии Киллер Майк) — «The Whole World» |
| 2003 | Мисси Эллиотт — «Work It»                                            | - Snoop Dogg (при участии Pharrell и Uncle Charlie Wilson) — «Beautiful» |
| 2004 | OutKast — «Hey Ya!»                                                  | - Канье Уэст (при участии Сайлины Джонсон) — «All Falls Down» |
| 2005 | Мисси Эллиотт (при участии Ciara и Fatman Scoop) — «Lose Control»    | - Канье Уэст — «Jesus Walks» |
| 2006 | The Black Eyed Peas — «My Humps»                                     | - Канье Уэст (при участии Джейми Фокса) — «Gold Digger» |
| 2007 | Премия не вручалась                                                  | Премия не вручалась |
| 2008 | Лил Уэйн (при участии Static Major) — «Lollipop»                     | - Канье Уэст (при участии Криса Мартина) — «Homecoming» |
| 2009 | Эминем — «We Made You»                                               | - Канье Уэст — «Love Lockdown» |
| 2010 | Эминем — «Not Afraid»                                                | - Кид Кади (при участии MGMT и Ratatat) — «Pursuit of Happiness» |
| 2011 | Ники Минаж — «Super Bass»                                            | - Канье Уэст (при участии Рианны и Кида Кади) — «All of the Lights» |
| 2012 | Дрейк (при участии Лила Уэйна) — «HYFR»                              | - Канье Уэст (при участии Big Sean, Pusha T и 2 Chainz) — «Mercy» |
| 2013 | Macklemore и Райан Льюис (при участии Рэя Далтона) — «Can’t Hold Us» | - Кендрик Ламар — «Swimming Pools (Drank)» |
| 2014 | Дрейк (при участии Majid Jordan) — «Hold On (We're Going Home)»      | - Childish Gambino — «3005» - Eminem — «Berzerk» - Kanye West — «Black Skinhead» - Wiz Khalifa — «We Dem Boyz» |
| 2015 | Ники Минаж — «Anaconda»                                              | - Big Sean (при участии E-40) — «I Don’t Fuck with You» - Fetty Wap — «Trap Queen» - Кендрик Ламар — «Alright» - Уиз Халифа (при участии Чарли Пута) — «See You Again»                                                                                        |
| 2016 | Дрейк — «Hotline Bling»                                              | - 2 Chainz — «Watch Out» - Chance the Rapper (при участии Saba) — «Angels» - Desiigner — «Panda» - Брайсон Тиллер — «Don’t» |
| 2017 | Кендрик Ламар — «HUMBLE.»                                            | - Big Sean — «Bounce Back» - Chance the Rapper — «Same Drugs» - DJ Khaled (при участии Джастин Бибер, Quavo, Chance the Rapper и Лил Уэйн) — «I'm the One» - DRAM (при участии Lil Yachty) — «Broccoli» - Migos (при участии Lil Uzi Vert) — «Bad and Boujee» |
| 2018 | Ники Минаж — «Chun-Li»                                               | - Карди Би (при участии 21 Savage) — «Bartier Cardi» - The Carters — «Apeshit» - Дрейк — «God's Plan» - J. Cole — «ATM (Addicted to Money)» - Migos (при участии Дрейка) — «Walk It Talk It»                                                                  |